# Connemara Nationalpark
Connemara Nationalpark (irsk: Páirc Naisiúnta Chonamara) er en af seks nationalparker i Irland, der administreres af National Parks and Wildlife Service. Den er beliggende i den nordvestlige del af Connemara i County Galway, på vestkysten.

## Historie
Connemara Nationalpark blev grundlagt og åbnet for offentligheden i 1980. Den byder på 20 km2 bjerge, moser, heder, græsarealer og skove. Indgangen ligger på på Clifden- siden af Letterfrack. Der er mange rester af bebyggelser i parken. Der er en kirkegård fra det 19. århundrede samt 4.000 år gamle megalitiske hofgrave. Meget af jorden var engang en del af Kylemore Abbeys ejendom.

## Miljø

### Flora
Naturtypen terrændækkende moser og hede er den mest almindelige vegetation i Connemara Nationalpark. Moseområderne ligger i de våde lavtliggende miljøer, hvorimod de terrændækkende moser findes i den tørrere bjergatmosfære. Blåtop er den mest udbredte planteart, der præger hele landskabet. Kødædende planter spiller en vigtig rolle i parkens økosystem, og de mest almindelige er soldug og vibefedt. Moser er næringsfattige, så mange planter får deres energi fra fordøjelsen af insekter. Andre almindelige planter omfatter engtroldurt, smalbladet kæruld, mælkeurt, benbræk orkideer og mosepors, med en bred vifte af lav og mos.

### Fauna
Connemara Nationalpark er kendt for sit mangfoldige fugleliv. Almindelige sangfugle omfatter engpiber, lærker, sortstrubet bynkefugl, bogfinker, rødhals og gærdesmutte. Indfødte rovfugle omfatter tårnfalk og spurvehøg, mens dværgfalk og vandrefalk ses sjældnere. Snepper, dobbeltbekkasin, stær, sangdrossel, misteldrossel, vindrossel, sjagger og bjergged trækker til Connemara i løbet af vinteren.
Pattedyr er ofte svære at finde, men er alligevel til stede. Markmus er almindelige i skovene, hvorimod kaniner, ræve, spidsmus, spidsmus og flagermus om natten ofte ses i moseområderne. Kronhjort strejfede engang i Connemara, men blev udryddet fra området for cirka 150 år siden. Et forsøg blev gjort på at genindføre kronhjort, og en flok blev etableret i parken. I dag er det største pattedyr i parken Connemara-ponyen.